# Zagaje Dębiańskie
Zagaje Dębiańskie est une localité polonaise de la gmina de Działoszyce, située dans le powiat de Pińczów en voïvodie de Sainte-Croix.